# فريدريك يونغ
فريدريك يونغ (بالألمانية: Friedrich Jung)‏ هو ملحن نمساوي، ولد في 17 يونيو 1897، وتوفي في 16 مارس 1975.

## وصلات خارجية
- فريدريك يونغ على موقع IMDb (الإنجليزية)